# Morcott
Morcott är en ort och civil parish i Storbritannien.   Den ligger i grevskapet och kommunen Rutland och riksdelen England, i den sydöstra delen av landet, 130 km norr om huvudstaden London. Morcott ligger 78 meter över havet och antalet invånare är 329.
Terrängen runt Morcott är platt. Runt Morcott är det ganska tätbefolkat, med 160 invånare per kvadratkilometer. Närmaste större samhälle är Corby, 11,7 km söder om Morcott. Trakten runt Morcott består till största delen av jordbruksmark.